# Piotr Drzewiecki (piłkarz)
Piotr Karol Drzewiecki (ur. 29 kwietnia 1950 w Chorzowie, zm. 17 marca 2022 w Langenfeld) – polski piłkarz, obrońca.
Był piłkarzem chorzowskiego Ruchu. W barwach tego zespołu wywalczył trzy tytuły mistrza kraju (1974, 1975 i 1979). W 1974 sięgnął także po Puchar Polski. W reprezentacji Polski debiutował 7 września 1974 w spotkaniu z Francją. Łącznie w kadrze rozegrał trzy mecze, wszystkie w tym samym roku.  